# UTC−0:20
UTC-0:20 — позначення для відмінних від UTC часових зон на — 20 хвилин. Іноді також вживається поняття «часовий пояс UTC-0:20». Такий час використовувався у Сьєрра-Леоне як літній час з 1935 по 1942 рік. У той період там щороку годинники переводилися на 40 хвилин вперед 1 червня і на 40 назад 30 вересня.

## Використання
Зараз не використовується

## Історія використання
Час UTC-0:20 використовувався:

### Як стандартний час
Ніде не використовувався

### Як літній час
- Сьєрра-Леоне